# Adnan Mansour
Pour les articles homonymes, voir Mansour.
Adnan Hassan Mansour (né en 1946 à Burj El Barajneh au Liban), est un homme politique libanais. Ministre des Affaires étrangères du Liban du 13 juin 2011 à mars 2013.
Docteur en Sciences Politiques et Diplômé en Sciences Administratives et Politiques de l’Université Saint-Joseph de Beyrouth, il entame une carrière diplomatique. Il a été ambassadeur du Liban en République démocratique du Congo (1990-1994), en Iran (1999-2007), en Belgique et à l'Union européenne (2007-2010).